# Психогеографија
Психогеографија је појам који је 1955. године дефинисао Ги Дебор као „студију о прецизним законима и специфичним ефектима географског окружења, свесно организованог или не, на осећања и понашање појединаца“.
У нешто ширем значењу, психогеографија означава читав низ стратегија за истраживање градова. Она укључује скоро све оно што пешаке скреће са њихових предвидљивих путања пружајући им нову свест о урбаном крајолику. Најважнија од ових стратегија назива се dérive.